# إلدريدج كليفر
ليروي إلدريدج كليفر (31 أغسطس 1935-1 مايو 1998) كاتب، وناشط سياسي أمريكي، من أوائل من قادوا حزب الفهود السود.
في عام 1968 كتب كليفر كتابه روح على الجليد، وهو مجموعة من المقالات، عندما نشرها أشادت بها صحيفة ملحق مراجعة الكتب في صحيفة النيويورك تايمز باعتبارها «رائعة ومدهشة». صرح كليفر في روح على الجليد: «إذا كان بإمكان رجل مثل مالكولم إكس تغيير العنصرية ورفضها، إذا كان بإمكاني أنا والمسلمين السابقين التغيير، إذا كان بإمكان الشباب البيض التغيير، فهناك أمل لأمريكا».
وانتقل كليفر إلى أن أصبح عضوًا بارزَا في الفهود السود، وكان يحمل لقب وزير الإعلام ورئيس القسم الدولي للفهود، بينما كان هاربًا من نظام العدالة الجنائية في الولايات المتحدة في كوبا والجزائر. أصبح هاربًا بعد أن قاد كمينًا ضد ضباط شرطة أوكلاند، أصيب خلاله ضابطان. أصيب كليفر بجروح خلال الاشتباك وقتل عضو الفهود السود بوبي هوتون. كان كليفر محررًا في صحيفة الفهود الرسمية، ذا بلاك بانثر، لم ينافسه في التأثير على اتجاه الحزب سوى مؤسسا الصحيفة هيوي بّي. نيوتن وبوبي سيل. اختلف كليفر ونيوتن في النهاية مع بعضهما البعض، ما أدى إلى انقسام أضعف الحزب.
وبعد أن أمضى في المنفى سبع سنوات في كوبا والجزائر وفرنسا، عاد كليفر إلى الولايات المتحدة في عام 1975، وانخرط في جماعات دينية مختلفة (كنيسة التوحيد والرابطة الجماعية لبحوث المبادئ) قبل أن ينضم أخيرًا إلى كنيسة يسوع المسيح لقديسي الأيام الأخيرة، فضلًا عن تحوله إلى جمهوري محافظ، حيث ظهر في الأحداث الجمهورية.

## حزب الفهود السود
أطلِق سراح كليفر من السجن في 12 ديسمبر 1966. كتب لمجلة رامبرتز ونظم الجهود لتنشيط منظمة الوحدة الأفريقية الأمريكية. كان عمر حزب الفهود السود شهرين فقط. ثم انضم إلى حزب الفهود السود ومقره أوكلاند، وشغل منصب وزير الإعلام أو الناطق الرسمي. ما جذب كليفر في البداية إلى الفهود، على عكس الجماعات البارزة الأخرى، هو التزامهم بالكفاح المسلح.
في عام 1967 شكل كليفر، إلى جانب مارفن إكس، وإد بولينز، وإثنا وايت، المركز السياسي/الثقافي للبيت الأسود في سان فرانسيسكو. أميري بركة، وسونيا سانشيز، وأسكيا توري، وسارة ويبستر فابيو، وفرقة شيكاغو الفنية، وأفوتشا، وريجينالد لوكيت، وإموري دوغلاس، وصموئيل نابير، وبوبي هوتون، وهيوي نيوتن، وبوبي سيل كانوا من الأعضاء النظاميين في البيت الأسود. في العام نفسه، تزوج كاثلين نيل كليفر (تطلقا عام 1987)، وأنجبا ابنه أحمد ماسيو إلدريدج (مواليد 1969، الجزائر؛ توفي 2018، المملكة العربية السعودية) وابنته جوجو يونغي (من مواليد 31 يوليو 1970، كوريا الشمالية).
وكان كليفر مرشحًا للرئاسة في عام 1968 على لائحة مرشحي حزب السلام والحرية. كان العمر المطلوب للرئاسة 35 عامًا ولم يكن كليفر قد بلغه بعد، فهو ولد في 31 أغسطس عام 1935 وكان ليبلغ 35 بعد عام من يوم التنصيب 1969. (على الرغم من أن الدستور يتطلب أن يكون عمر الرئيس 35 عامًا على الأقل، لكنه لم يحدد ما إذا كان يجب أن يكون قد بلغ هذه السن وقت الترشيح أو الانتخابات أو التنصيب). رأت المحاكم في كل من هاواي ونيويورك أنه يمكن استبعاده من الاقتراع لأنه لا يمكن أن يفي بالمعايير الدستورية. حصل كليفر وزميلته جوديث ميج على 36,571 صوتًا (0.05%).
في أعقاب اغتيال مارتن لوثر كينغ الابن في 4 أبريل 1968، اندلعت أعمال شغب في جميع أنحاء البلاد. في 6 أبريل شارك كليفر و14 من الفهود الآخرين في مواجهة مع ضباط شرطة أوكلاند، أصيب خلالها ضابطان. أصيب كليفر بجروح خلال الكمين وقتل عضو الفهد الأسود بوبي هوتون وهو في السابعة عشر من العمر. كانوا مسلحين ببنادق من طراز إم 16 وبنادق رش. في عام 1980 اعترف بأنه قاد مجموعة الفهود في كمين متعمد لضباط الشرطة، مما أدى إلى إطلاق النار. فوجئ بعض المراسلين بهذه الخطوة، لأنها كانت في سياق خطاب غير معهود، إذ شوه كليفر مصداقية الفهود السود، وصرّح «نحتاج إلى الشرطة كأبطال»، وقال إنه استنكر قيام مجالس المدنية باستعراض عمليات إطلاق النار التي تقوم بها الشرطة لسبب «غريب» وهو «أنهم يستخدمون ختم مطاطي للقتل». وتكهن البعض بأن اعترافه كان من الممكن أن يكون مكافأة لنظام العدالة في مقاطعة ألاميدا، الذي كان قاضيه قد سمح لإلدريدج كليفر قبل أيام فقط بالإفلات من السجن؛ وحُكم على كليفر بخدمة المجتمع بعد اتهامه بثلاث تهم بالاعتداء على ثلاثة من ضباط شرطة أوكلاند. يدعي الفيلم الوثائقي قصة هيوي نيوتن الذي بثته قناة بّي بي إس أن «بوبي هوتون أصيب بالرصاص أكثر من اثنتي عشرة مرة بعد أن استسلم بالفعل وجُرد من ملابسه الداخلية لإثبات أنه لم يكن مسلحًا».
اتُهم بمحاولة القتل بعد الحادث، وخرج بكفالة وهرب إلى كوبا في أواخر عام 1968. في البداية عاملته الحكومة الكوبية برفاهية، وانتهت الضيافة بناء على تقارير تلقاها فيدل كاسترو مفادها أن وكالة المخابرات المركزية تسللت إلى حزب الفهود السود. ثم قرر كليفر التوجه إلى الجزائر، وأرسل رسالة إلى زوجته لمقابلته هناك. سوت إيلين كلاين وضع كليفر من خلال الحصول على دعوة لحضور المهرجان الثقافي الأفريقي، مما جعله في مأمن مؤقتًا من الملاحقة القضائية. سمح له المهرجان بالتواصل مع الثوار من جميع أنحاء أفريقيا لمناقشة مخاطر تفوق البيض والاستعمار. كان كليفر صريحًا في دعوته إلى العنف ضد الولايات المتحدة، وساهم في مهمته «لوضع الفهود داخل المعسكر القومي الثوري داخل الولايات المتحدة وباعتبارهم من أتباع فانون على المسرح العالمي». كان كليفر قد أنشأ مكتبًا دوليًا للفهود السود في الجزائر. وبعد هروب تيموثي ليري من السجن بمساعدة منظمة الطقس تحت الأرض، أقام ليري مع كليفر في الجزائر العاصمة؛ لكن كليفر وضع ليري تحت «الاعتقال الثوري» باعتباره معاديًا للثورة لترويجه تعاطي المخدرات.
تحالف كليفر أيضًا مع كوريا الشمالية في عام 1969، وبدأت منشورات حزب الفهود السود في إعادة طبع مقتطفات من كتابات كم إل سونغ. وعلى الرغم من أن اليسار في ذلك الوقت كان يتطلع في كثير من الأحيان إلى كوبا والصين وفيتنام الشمالية للحصول على الإلهام، لكن القليل منهم كان يولي أي اهتمام لنظام بيونغ يانغ السري. تجاوز كليفر وأعضاء حزب النمر الأسود الآخرين قيود السفر الأمريكية المفروضة على كوريا الشمالية، وزاروا البلاد مرتين في 1969-1970 بفكرة أن نموذج جوتشي يمكن تكييفه مع التحرر الثوري للأمريكيين الأفارقة. وأثناء قيامه بجولة رسمية في كوريا الشمالية، أعرب كليفر عن إعجابه «بمجتمع جمهورية كوريا الشعبية الديمقراطية المستقر، والخالي من الجريمة، والذي يوفر الغذاء والعمالة والسكن للجميع، والذي لا يعاني من تفاوتات اقتصادية أو اجتماعية».
ادعى بايرون فون بوث (نائب وزير الدفاع السابق لحركة الفهود) أنه بعد رحلة إلى كوريا الديمقراطية، اكتشف كليفر أن زوجته كانت على علاقة غرامية مع كلينتون روبرت سميث الابن. أخبر بوث مكتب التحقيقات الفيدرالي أنه شاهد كليفر يطلق النار ويقتل سميث ببندقية كلاشنكوف. كتبت إيلين مختفي، في لندن ريفيو أوف بوكس، أن كليفر اعترف بجريمة القتل بعد وقت قصير من ارتكابها.
في كتابه روح على النار لعام 1978، قدم كليفر عدة ادعاءات بشأن منفاه في الجزائر، بما في ذلك أنه كان مدعومًا برواتب منتظمة من حكومة فيتنام الشمالية، التي كانت الولايات المتحدة تقصفها حينها. وذكر كليفر أن مجرمين سابقين آخرين تحولوا إلى ثوار، واختطف العديد منهم طائرات (بما في ذلك بوث وسميث) للوصول إلى الجزائر.